# Gabriel Fusek
Gabriel Fusek (Nagyszombat, 1957. augusztus 9.) szlovák régész.

## Élete
Vágújhelyen tanult, majd 1976-1981 között a pozsonyi Comenius Egyetem régészet szakán végzett. 1981 óta a nyitrai Régészeti Intézet munkatársa. 1983-ban kisdoktori fokozatot, 1993-ban pedig tudományok kandidátusa címet szerzett. 1997-ben Frankfurt am Mainban volt tanulmányúton.
1990 óta a Slovenská archeológia szerkesztőbizottságának tagja, 1998 óta főszerkesztője. A Szlovák Régészeti Társaság tagja.
Ásatásokat végzett többek között Cífer-Pusztapáton (1983), Ipolybélen (1985), Lakácson (1993; 2001) és Nyitra egyes részein (1983; 1984; 1985-1986; 1995).

## Elismerései
- 1994 Cena Literárneho fondu
- 2010 Schönvisner István-emlékérem
- 2013 Cena SAV[3]

## Művei
- 1987 Včasnoslovanské sídliskové nálezy v Chľabe. Arch. Rozhledy 39, 129-140. (tsz. Hanuliak, M. – Zábojník, J.)
- 1988 Výsledky výskumov na stavenisku športového areálu v Nitre. Štud. Zvesti AÚ SAV 24, 143-171. (tsz. Bohuslav Chropovský)
- 1990 Archeologické pramene k osídleniu Slovenska v 6. až 8. storočí
- 1991 Včasnoslovanské sídlisko v Nitre na Mikovom dvore. Slov. Arch. 39, 289-330.
- 1992 Zur Chronologie der frühslawischen Periode in der Slowakei. In: Probleme der relativen und absoluten Chronologie ab Laténezeit bis zum Frühmittelalter. Kraków, 293-295.
- 1993 Archeologický výskum dejín Nitry od jej osídlenia Slovanmi po zánik Veľkej Moravy. In: Nitra. Príspevky k najstarším dejinám mesta. Nitra, 94-106.
- 1993 Neue Materialien zur Geschichte der ältesten slawischen Besiedlung der Slowakei. Archaeoslavica 2, 25-51. (tsz. Staššíková-Štukovská, D. – Bátora, J.)
- 1994 Lukáčovce 1264 – 1994 (tsz.)
- 1994 Analyse der Formen des handgemachten Keramikgeschirrs als Beitrag zur relativen Chronologie. In: Č. Staňa (Hrsg.): Slawische Keramik in Mitteleuropa vom 8. bis zum 11. Jahrhundert. ITM I. Brno, 19-27.
- 1994 Slovensko vo včasnoslovanskom období. Arch. Slovaca Monogr. Studia 3. Nitra
- 1995 Formanalyse vollständiger Gefäße oder ein weiterer Versuch, frühmittelalterliche Keramikgefäße aus der Slowakei zu klassifizieren. In: L. Poláček (Hrsg.): Slawische Keramik in Mitteleuropa vom 8. bis zum 11. Jahrhundert. Terminologie und Beschreibung. ITM II. Brno, 15-33.
- 1996 Der Bestattungsritus und die materielle Kultur der Slawen im 6.-8. Jh. in der Südwestslowakei. In: Darina Bialeková – J. Zábojník (Hrsg.): Ethnische und kulturelle Verhältnisse an der mittleren Donau vom 6. bis zum 11. Jahrhundert. Bratislava, 37-49.
- 1998 Gräber mit Arpadenmünzen aus dem Gräberfeld von Šindolka in Nitra. Slov. Arch. 46, 71-118.
- 1998 Vorläufige Erkenntnisse zur Graphittonkeramik aus der Siedlung Šindolka in Nitra. In: L. Poláček (Hrsg.): Frühmittelalterliche Graphittonkeramik in Mitteleuropa. Naturwissenschaftliche Keramikuntersuchungen. ITM IV. Brno, 231-247.
- 1998 Naturwissenschaftliche Untersuchungen der Keramik aus Nitra-Lupka. In: L. Poláček (Hrsg.): Frühmittelalterliche Graphittonkeramik in Mitteleuropa. Naturwissenschaftliche Keramikuntersuchungen. ITM IV. Brno 1998, 279-286. (tsz. Horváth, I.)
- 1999 Včasnoslovanské žiarové pohrebisko vo Fiľakove. Štud. Zvesti AÚ SAV 33, 234-239. (tsz. Hrubec, I.)
- 2000 Relative Chronologie der mittelalterlichen Siedlung in Bielovce/Slowakei. Przegląd Arch. 48, 115-125.
- 2000 Torzo stredovekého sídliska v Bielovciach. Slov. Arch. 48, 101-158.
- 2001 Pôvodné alebo prisťahované obyvateľstvo? Príspevok k vypovedacím možnostiam archeologických prameňov o počiatkoch slovanského osídlenia Slovenska. In: Historická Olomouc XII. Sborník příspěvků ze sympózia Historická Olomouc XII. 1998. Olomouc, 71-89.
- 2002 Objemy hrncovitých nádob zo stredovekého sídliska v Nitre-Šindolke. Metóda spracovania a predbežné výsledky. Štud. Zvesti AÚ SAV 35, 221-227.
- 2002 Príchod prvých Slovanov do Nitry. In: R. Marsina (Zost.): Nitra v slovenských dejinách. Martin, 79-87.
- 2002 Včasnoslovanské nálezy z Nitry-Šindolky/Slovensko. In: M. Guštin (Hrsg.): Zgodnji Slovani – Die frühe Slawen. Frühmittelalterliche Keramik am Rand der Ostalpen. Ljubljana, 184-188.
- 2003 Ein Grab aus Nitra-Šindolka mit einer byzantinischen Münze. In: M. Dulinicz (Red.): Słowianie i ich sąsiedzi we wczesnym średniowieczu. Lublin – Warszawa, 185-188.
- 2003 Príspevok do diskusie o počiatkoch slovanského osídlenia Slovenska. Slov. Arch. 51, 319-337. (tsz. Zábojník, J.)
- 2004 "Slawen" oder Slawen? Eine polemische Auseinandersetzung über eine wertvolle Monographie. Slov. Arch. 52, 161-186.
- 2005 Ausklang der Spätantike und Anfang des Frühmittelalters in der nördlichen Peripherie Karpatenbeckens. In: P. Kaczanowski – M. Parczewski (Red.): Archeologia o początkach Słowian. Kraków, 541-566. (tsz. Zábojník, J.)
- 2005 Vrcholnostredoveká grafitová keramika z Nitry-Šindolky – Archeológia a mineralógia. Slov. Arch. 53, 265-336. (tsz. Spišiak, J.)
- 2006 Nitra-Šindolka. Stredoveké sídliská a pohrebiská. In: J. Gancarski (Red.): Wczesneśredniowiecze w Karpatach polskich. Krosno, 135-150.
- 2006 Výklenkové hroby na včasnostredovekom pohrebisku v Cíferi, časti Pác. Štud. Zvesti AÚ SAV 39, 27-54.
- 2007 Ein frühmittelalterliches Grubenhaus von Bielovce (Slowakei). In: J. Henning (Ed.): Post-Roman Towns, Trade and Settlement in Europe and Byzantium 1. The Heirsof the Roman West. Berlin – New York, 525-544.
- 2012 Keramické importy na vrcholnostredovekom sídlisku v Nitre-Šindolke. Acta historica neosoliensia 15/1-2, 116-123.
- 2013 Keramické glazované kraslice zo Slovenska. In: Z badań nad kulturą społeczeństw pradziejowych i wczesnośrednio wiecznych. Wroclaw, 585-590.
- 2013 Beitrag zu Problemen der Datierung von der Besiedlung der Westslowakei in der älteren Phase des Frühmittelalters. In: The Early Slavic Settlement of Central Europe in the light of new dating evidence. Interdisciplinary Medieval Studies III. Wroclaw, 139-150.
- 2013 Obydlie na sídlisku z obdobia avarského kaganátu v Nových Zámkoch. Študijné zvesti Archeologického ústavu SAV 53, 5-22. (tsz. Zábojník, J.)
- 2015 Divinka – Hradisko Veľký vrch. Nitra (tsz. Holeščák, M. – Cheben, M.)